# Szibaj
Szibaj (oroszul: Сибай) város Oroszországban, a Baskír Köztársaságban.

## Népesség
- 2002-ben 60 144 lakosa volt, melyből 29 315 baskír, 23 282 orosz, 5 357 tatár, 583 ukrán, 306 csuvas, 139 mordvin, 132 kazah, 123 fehérorosz, 72 mari, 29 udmurt.
- 2010-ben 63 838 lakosa volt, melyből 30 307 baskír, 20 382 orosz, 4 734 tatár, 372 ukrán, 203 csuvas, 82 mordvin, 71 fehérorosz, 47 mari, 21 udmurt.